# Provaci ancora Ethan
Provaci ancora Ethan (The Mostly Unfabulous Social Life of Ethan Green) è un film del 2005 diretto da George Bamber, e basato sull'omonimo fumetto di Eric Orner, pubblicato nel 1992.

## Trama
Ethan, ventiseienne omosessuale, vive ad Hollywood con l'amica lesbica Charlotte, nella casa del suo ex fidanzato Leo. Quando quest'ultimo decide di vendere l'appartamento, la vita di Ethan subisce una scossa: il giovane, infatti, frequenta da parecchi mesi Kyle, un ex giocatore di baseball, ma la loro storia è bloccata dal fatto che Kyle non si sente ancora pronto per convivere col suo fidanzato. Quando Kyle finalmente si decide a proporre la convivenza a Ethan, questi lo lascia senza motivo.
Il giovane deve così trovare uno stratagemma per impedire a Leo di vendere la casa in cui abita. In suo aiuto arriva Punch, un agente immobiliare di soli 19 anni che inizia una relazione con Ethan e contemporaneamente fa di tutto per mettere i bastoni tra le ruote a Leo, affidando la vendita dell'appartamento all'incapace e depressa Sunny, che però ritrova coraggio grazie a Charlotte.
Le coppie sembrano formate: Ethan continua la sua relazione con Punch, mentre Leo è prossimo al matrimonio con lo scrittore Chester Baer, ma un triangolo amoroso tra Kyle, Leo e Punch rimette tutto in gioco. Punch lascia Ethan, giudicandolo troppo infantile, mentre Chester perdona Leo, ma quest'ultimo proprio sull'altare cambia idea, rendendosi conto che il suo vero amore è Ethan.